# Yang Zhi
Yang Zhi  (chin. upr. 楊智, chin. trad. 杨智, pinyin Yáng Zhì; ur. 15 stycznia 1983 w Kantonie) – chiński piłkarz występujący na pozycji bramkarza. Zawodnik klubu Beijing Guo’an.

## Kariera klubowa
Yang zawodową karierę rozpoczynał w 2003 roku w zespole Guangdong Xiongying. W 2004 roku klub ten zmienił nazwę na Shenzhen Kejian. W 2005 roku odszedł do ekipy Beijing Hyundai z Chinese Super League. W tych rozgrywkach zadebiutował w sezonie 2005. Rozegrał wówczas 21 ligowych spotkań, a w lidze zajął z zespołem 6. miejsce. W 2006 roku Beijing Hyundai zmienił nazwę na Beijing Guo’an. W 2009 roku Yang zdobył z nim mistrzostwo Chin.

## Kariera reprezentacyjna
W reprezentacji Chin Yang zadebiutował w 2006 roku. W 2011 roku został powołany do kadry na Puchar Azji.